# Salom (Yaracuy)
Salom es una población semiurbana ubicada en el municipio Nirgua del estado Yaracuy, Venezuela.
Es la capital de la parroquia Salom, el segundo centro con mayor población del municipio Nirgua y uno de los más grandes de Yaracuy.
Salom destaca a nivel nacional al poseer el santuario mariano dedicado a la  Divina Pastora de Salom al cual acuden peregrinos de todo el país. Este santuario es un importante icono cultural y religioso de Yaracuy.

## Historia

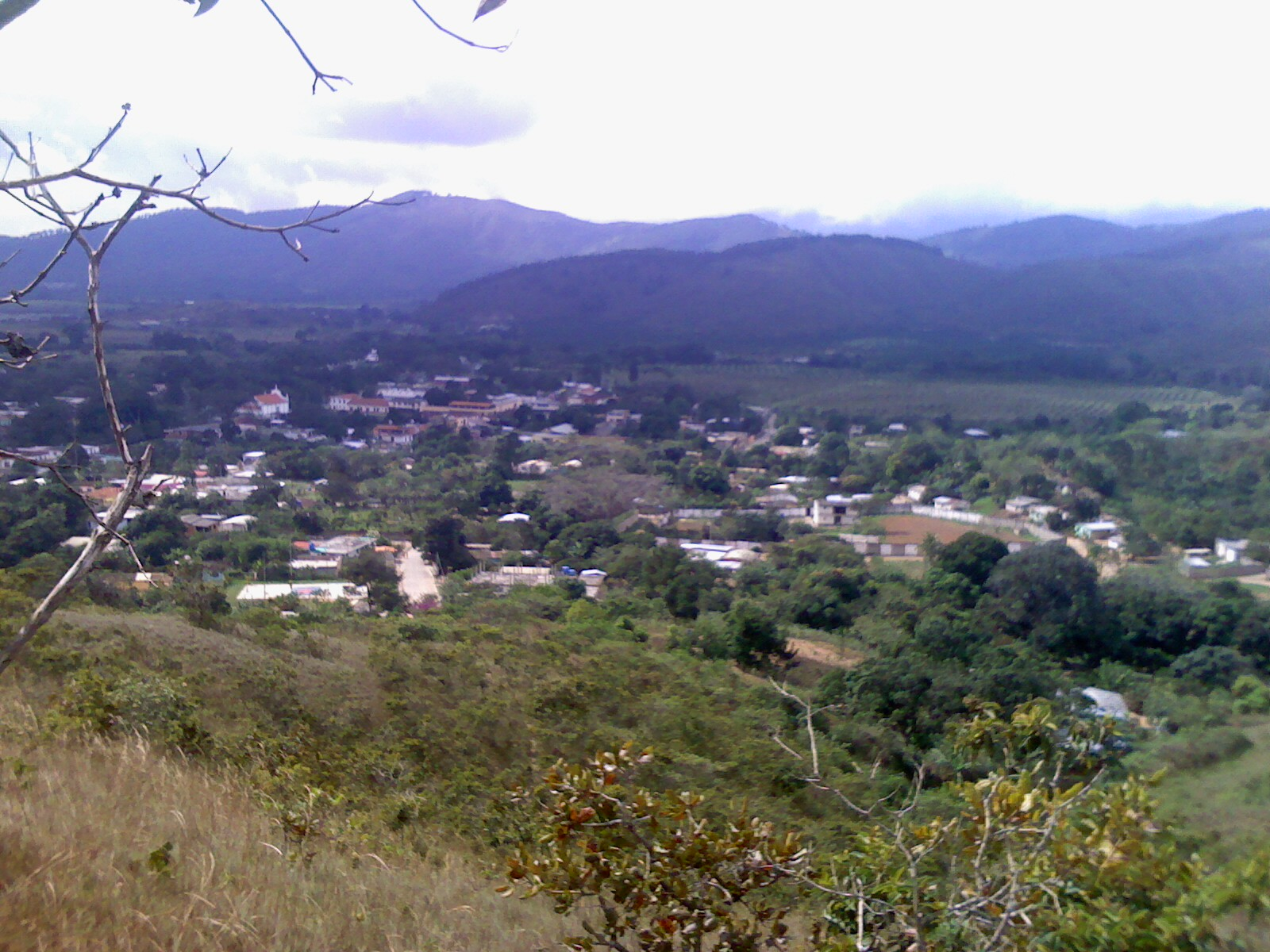
Vista de la zona alta de Salom con parte del centro de la ciudad.

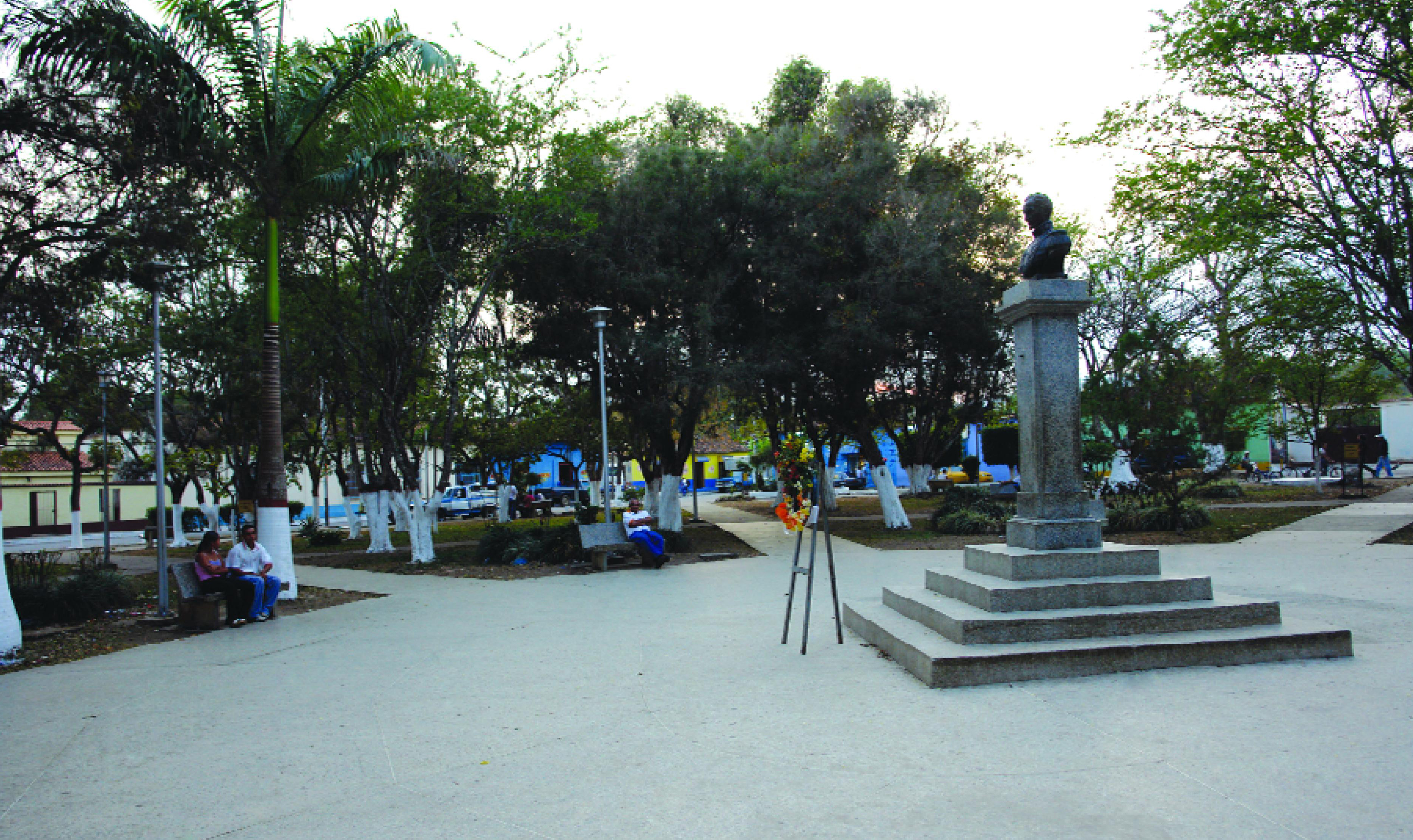
Plaza Bolívar de Salom.

Fundada en 8 de septiembre de 1625, con el nombre del río principal del valle homónimo, nace Salom en el municipio Nirgua del estado Yaracuy. Una parroquia cultural y religiosa que aún conserva las tradiciones de la época colonial.
En los inicios el caserío de Salom se asentó en el sector El Totumo conformado por 4 grandes haciendas, una de cacao, otra de tabaco, una de caña de azúcar y la última de naranjas.
Desde su fundación apenas contaban con una sola carretera (la actual Avenida Bolívar) que para ese entonces era de tierra y la población no sobrepasaba los 100 habitantes. Se cree que los primeros habitantes llegaron de El Tocuyo y Barquisimeto en el año 1623, los cuales se establecieron en el valle del río Salom por sus fértiles tierras.
Las primeras casas de la población fueron de tipo colonial de las cuales aún se conservan algunas en el centro histórico con una antigüedad de más de 300 años.

## Economía
La economía de la parroquia está en crecimiento. En la actualidad se empiezan a ver planos para futuros centros comerciales, bancos y edificios residenciales. La ciudad cuenta con una galería comercial en la Av. Bolívar y varias tiendas en sus diferentes calles. Cuenta con un supermercado enfrente de la Plaza Bolívar así como con restaurantes, panaderías y demás locales comerciales.

## Temperatura
El clima y la temperatura de Salom es cálido y frío de montaña lo cual es de muy buena recepción por sus visitantes. Sus temperaturas varían entre los 19 °C y los 34 °C . La media anual es de 21 °C.

## Cultura y tradiciones

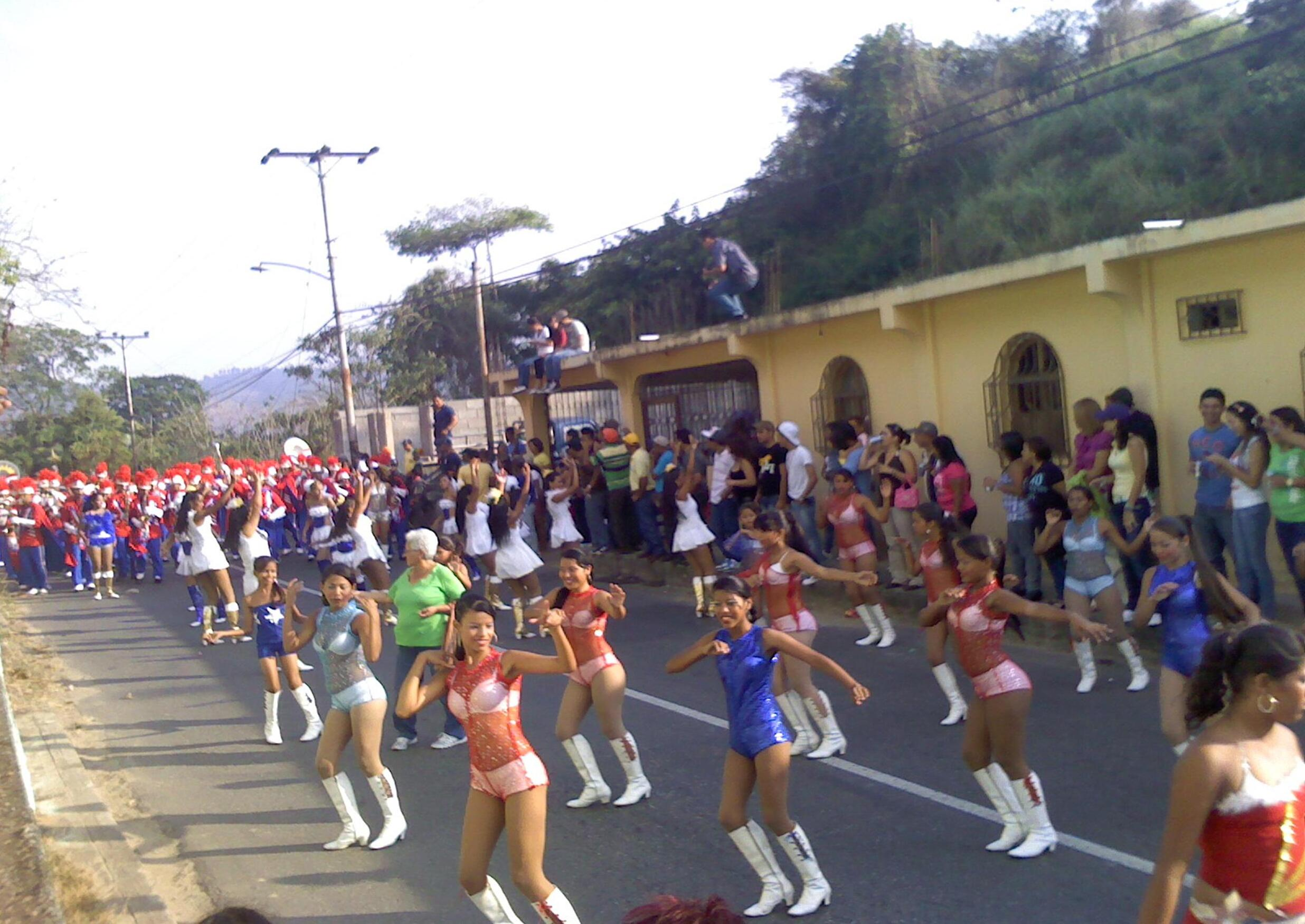
Carnavales de Salom

La población de Salom es la joya cultural de Nirgua y una de las principales del estado Yaracuy.
- Carnavales turísticos Salom: son los carnavales que cada año realiza la alcaldía de Nirgua en Salom, bajo la cooperación de Asocarsa (Asociación de los carnavales de Salom) los cuales hacen que sea la capital del carnaval del municipio y uno de los más reconocidos del Yaracuy que cada año atraen a miles de personas.

## Santuario de la Divina Pastora de Salom

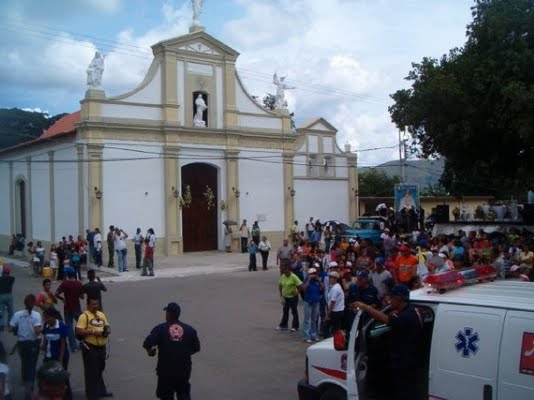
Santuario la divina pastora de Salom.

Este santuario inició como una iglesia que se erigió entre los años 1624 y 1626 con el esfuerzo de los habitantes de la población en ese entonces, para cuando se terminó fue uno de los edificios más representativos del municipio. En el año 2000 se remodeló porque su estructura estaba en pésimo estado, y años más tarde con el inicio de las peregrinaciones fue elevado a santuario diocesano de la espiritualidad mariana de la Divina Pastora de Salom.

## Ferias y fiestas
Los primeros de septiembre Salom se viste de fiesta con las ferias y fiesta en honor a la Divina Pastora de Salom, la cual congrega a cientos de personas en sus procesiones, no solo en sus ferias sino en sus congregaciones marianas que cada año atraen miles de personas y le valió a Salom el título de santuario diocesano de la espiritualidad mariana Divina Pastora de Salom. En el 2005 teniendo hasta los momentos 4 grandes peregrinaciones como la de la Divina Pastora de Barquisimeto, la virgen de la Chinita de Maracaibo, la del doctor José Gregorio Hernández (réplica traída desde su hogar y bendecida y donada al santuario por lo cual todos los miércoles se le paga tributo y favores a ese siervo de Dios, al cual se le construye un santuario de promesas en Salom), y la de la Virgen del Valle, traída desde la isla de Margarita.

## Expresiones culturales
En Salom hay un sinfín de expresiones culturales entre las más nombradas están los Locos y Locainas, la Paradura del niño, el día de San José, el día de la Virgen del Carmen y día de la Virgen de Coromoto patrona de Venezuela, ferias de la Divina Pastora de Salom, ferias religiosas del santuario diocesano de la espiritualidad mariana Divina Pastora de Salom, carnavales turísticos Salom, octavita de carnaval.